# Anonymous
Anonymous è un movimento decentralizzato di hacktivismo che agisce in modo coordinato per perseguire un obiettivo concordato. È ampiamente noto per diversi attacchi informatici contro varie società, istituzioni governative e Scientology.

## Storia

Maschera di Guy Fawkes, da V per Vendetta

Il movimento, nato nel 2003, si ispira alla pratica della pubblicazione anonima di immagini e commenti su internet e più in generale su web. Il concetto, inteso come "identità condivisa", si è sviluppato nell'imageboard di lingua inglese 4chan dove il nickname "Anonymous" veniva assegnato ai visitatori che commentavano senza identificarsi. Gli utenti delle imageboard, dedicate soprattutto agli anime e ai manga, cominciarono ad identificare Anonymous con una persona reale. Con il crescere della popolarità delle azioni dei frequentatori di 4chan si diffuse il meme di un collettivo di individui senza nome in lotta contro ingiustizie e poteri forti.

## Descrizione
Tutti gli osservatori concordano sulla difficoltà nel definire con esattezza il significato del termine Anonymous, che viene spesso spiegato tramite aggettivi e aforismi che ne descrivono le qualità attraverso la descrizione delle azioni ad esso riferite come hacktivism e vigilantism. Il termine, stando alle dichiarazioni di quanti sostengono di agire come Anonymous, identifica un'estetica e un comportamento piuttosto che degli individui, un'estetica genericamente riferita alla difesa della libertà di pensiero e di espressione. Motivo per cui il "codice etico" di Anonymous presuppone di non attaccare i mezzi d'informazione.
Le attività di chi di volta in volta si riconosce nell'azione collettiva generata o ispirata ad Anonymous sono in grosso modo di due tipi e riguardano da una parte la pubblicazione di informazioni riservate acquisite tramite incursioni informatiche quali exploit, phishing e metodi di ingegneria sociale, dall'altra una modifica o un blocco temporaneo delle attività online del target ottenibili attraverso tecniche di defacement e DDoS. A differenza di altri movimenti sociali l'azione di Anonymous si caratterizza per la compresenza di attività di protesta effettuate online, come il netstrike, e in pubblico, nella vita reale, quando i partecipanti alle proteste si mostrano con indosso la maschera di Guy Fawkes che è stata resa famosa dalla serie a fumetti V per Vendetta.
(Chris Landers, Baltimore City Paper, 2 aprile 2008)

### I componenti
Anonymous è composto in gran parte da utenti provenienti da diverse imageboard oppure forum. Inoltre vi sono molti network Wiki e IRC il cui scopo è quello di superare i limiti delle tradizionali imageboard. Mediante questi mezzi di comunicazione gli attivisti di Anonymous annunciano e organizzano le loro attività.
Come "libera coalizione degli abitanti di Internet”, il gruppo si riunisce sulla rete attraverso siti quali 4chan, 711chan, Encyclopedia Dramatica, canali IRC e YouTube. I social network, come Facebook, sono utilizzati per la creazione di gruppi che aiutano le persone a mobilitarsi per le proteste nel mondo reale. Anonymous non ha leader o partiti che lo controllano, si basa sul potere collettivo dei suoi partecipanti che agiscono individualmente in modo che l'effetto della rete sia di beneficio al gruppo. Anche se non necessariamente legati ad una singola entità online molti siti web sono fortemente associati ad Anonymous; ne sono un esempio le imageboard 4chan e Futuba, i wiki associati ad esso, Encyclopedia Dramatica e un certo numero di forum.
(Un membro di Anonymous, citato da Chris Landers nel Baltimore City Paper, 2 aprile 2008)

## Cronologia delle attività
Le azioni ascrivibili sono intraprese da individui non identificati che si auto-definiscono Anonymous. Dopo una serie di controversie, proteste largamente pubblicizzate e attacchi informatici di tipo denial of service, attuati a partire dalla seconda metà degli anni 2000, gli episodi legati ai membri del gruppo sono diventati sempre più popolari.
Di seguito in questa sezione sono riassunte le attività imputate ad Anonymous dagli esecutori stessi o dai mezzi di comunicazione di massa.

### 2006–2007

#### Attacchi ad Habbo
Un popolare obiettivo attaccato da Anonymous è stato Habbo, un social network progettato come un hotel virtuale. Il primo attacco di grandi proporzioni è conosciuto come il “Great Habbo Raid of '06”, seguito l'anno successivo da un'azione simile, nota come “Great Habbo Raid of '07”.
L'attacco avvenne dopo che in un parco-divertimenti in Alabama, negli Stati Uniti, fu vietato a un bambino di due anni affetto da AIDS di immergersi in piscina. Gli utenti si sono registrati al sito di Habbo, utilizzando come avatar un uomo nero in smoking grigio e acconciatura afro. Hanno bloccato l'accesso alla piscina, dichiarandola “chiusa per AIDS”, inondando la chat del sito con frasi ed espressioni tipiche dell'Internet Slang e disponendosi in modo da formare una svastica per sottolineare lo scandaloso fatto accaduto in Alabama. Quando gli autori degli attacchi furono banditi dalla chat, si lamentarono di razzismo. Dopo l'accaduto, lo Staff di Habbo bandì gli utenti con avatar simili, anche mesi dopo l'ultimo attacco.

#### Attacco a Hal Turner
Secondo l'autore radiofonico e sostenitore della supremazia bianca Hal Turner, nel dicembre 2006 e nel gennaio 2007 individui auto-identificatisi come Anonymous hanno messo offline il suo sito e ciò gli è costato migliaia di dollari in bollette di banda. Di conseguenza, Turner ha denunciato 4chan, eBaum's World, 7chan e altri siti per pirateria. Ha perso l'appello per un'ingiunzione e, non avendo ricevuto le lettere del tribunale, ha visto decaduta la sentenza.

#### Arresto di Chris Forcand
Il 7 dicembre 2007 il quotidiano Toronto Sun, con sede in Canada, ha pubblicato una notizia relativa all'arresto di Chris Forcand, un presunto "predatore di Internet". L'uomo, 53 anni, ricevette due capi d'accusa per avere adescato e tentato molestie sessuali ai danni di un ragazzo di 14 anni e per essere in possesso di armi pericolose e improprie. La notizia affermava che Forcand era già nel mirino dei “cyber-vigilanti il cui obiettivo è quello di cacciare chiunque abbia interessi sessuali verso i minori”, ancor prima che iniziassero le indagini della polizia.
Il Global Television Network identificò come responsabile dell'arresto di Forcand il gruppo di Anonymous che avrebbe contattato la polizia dopo che alcuni membri avevano ricevuto delle avance da Forcand insieme ad immagini disgustose che lo raffiguravano. Sempre secondo il network in questione, era la prima volta che un “predatore di Internet” veniva arrestato dalla polizia grazie al lavoro di alcuni "vigilanti" della rete.

### 2008

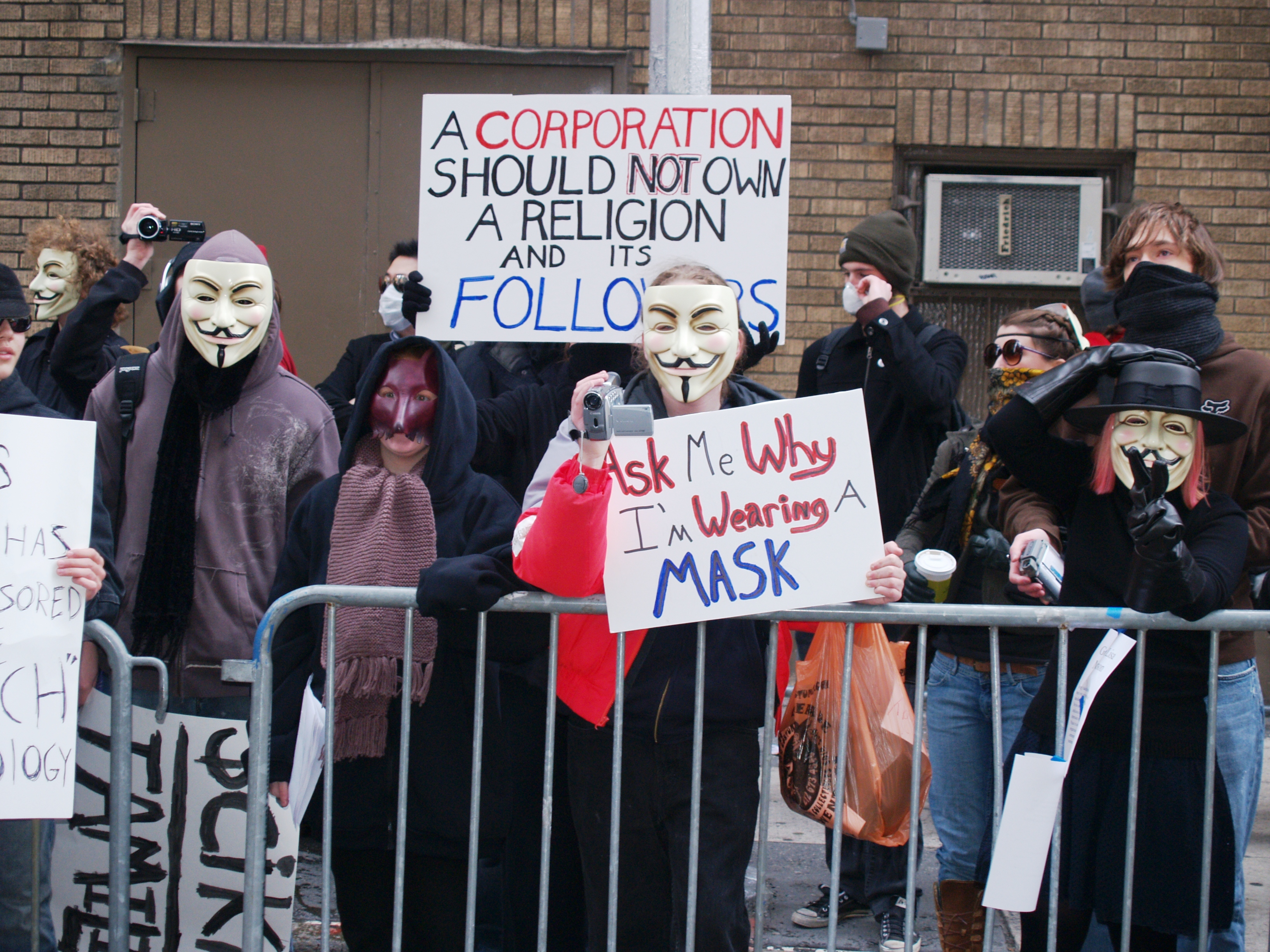
Manifestanti fuori da un centro di Scientology il 10 febbraio 2008

#### Progetto Chanology
Il progetto Chanology fu un atto di protesta contro la chiesa Scientology; il 14 gennaio 2008 un video prodotto da Scientology con un'intervista a Tom Cruise è stato prelevato da Internet e caricato su YouTube. Scientology ha accusato YouTube di violazione di copyright, chiedendo la rimozione del video. In risposta, Anonymous ha ideato il Progetto Chanology. Considerando l'azione di Scientology una forma di censura, i membri del Progetto Chanology hanno organizzato una serie di attacchi DoS (Denial of Service) contro i siti di Scientology, scherzi telefonici e fax neri ai suoi centri.
Il 21 gennaio 2008 alcuni individui, rivendicando di parlare a nome di Anonymous, hanno annunciato i loro obiettivi e le loro intenzioni tramite un video pubblicato su YouTube intitolato “Message to Scientology”, insieme a un comunicato stampa con cui dichiaravano “Guerra a Scientology”. Nel comunicato stampa il gruppo ha affermato che gli attacchi contro Scientology continueranno allo scopo di proteggere il diritto alla libertà di parola e metteranno fine a quello che loro sostengono essere uno sfruttamento dei membri della chiesa. Un nuovo video “Call to Action” è apparso su YouTube il 28 gennaio 2008, annunciando delle proteste davanti alla chiesa Scientology il 10 febbraio 2008. Il 2 febbraio 2008 150 persone si sono riunite fuori dalla chiesa di Scientology ad Orlando, Florida, per protestare contro le pratiche dell'organizzazione. Sono state tenute altre piccole proteste a Santa Barbara, California, e a Manchester, Inghilterra. Il 10 febbraio 2008 circa 7000 persone hanno manifestato in più di 93 città in tutto il mondo. Molti dei manifestanti indossavano le maschere del personaggio V dal film V per Vendetta, che a sua volta ha preso ispirazione da Guy Fawkes, oppure camuffati in altro modo, in parte per proteggersi da eventuali vendette da parte della chiesa.
Anonymous ha condotto una seconda ondata di proteste il 15 marzo 2008 in città di tutto il mondo, tra cui Boston, Dallas, Chicago, Los Angeles, Londra, Parigi, Vancouver, Toronto, Berlino e Dublino. L'affluenza globale è stata stimata fra i 7000 e gli 8000 partecipanti, un numero simile a quello della prima ondata. La terza ondata di proteste ha avuto luogo il 12 aprile 2008. Chiamata “Operation Reconnet” e aveva lo scopo di informare sulla pratica di disconnessione applicata dalla Scientology ai suoi adepti. Il 17 ottobre 2008 un ragazzo del New Jersey di 18 anni si è dichiarato membro di Anonymous e ha affermato di essere coinvolto negli attacchi DoS del gennaio 2008 contro i siti di scientology.

#### Invasione del forum di Epilepsy Foundation

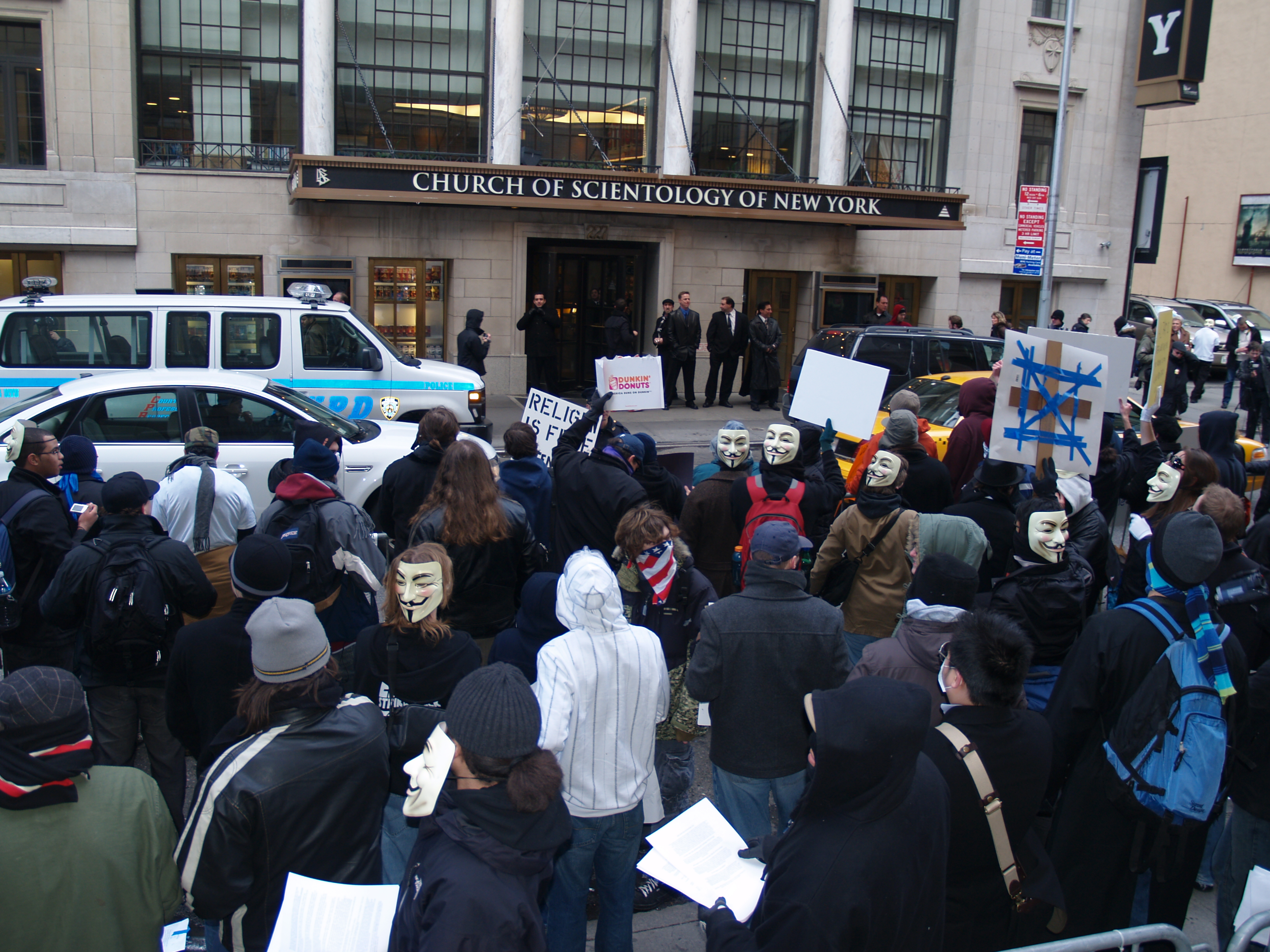
Protesta di un gruppo Internet contro le pratiche e lo status fiscale della Church of Scientology. I manifestanti credono che la chiesa sia un culto che danneggia i praticanti e che il suo stato di esenzione fiscale come chiesa dovrebbe essere revocato, poiché, sostengono, sembra essere più una corporazione.

Il 28 marzo 2008 Wired News ha riportato che dei Troll/Troller su Internet, un termine per definire delle persone il cui unico interesse è quello di infastidire gli altri, hanno assaltato un forum di supporto all'epilessia gestito dalla Epilepsy Foundation of America. Sono stati pubblicati codici JavaScript e animazioni lampeggianti per computer con l'intenzione di innescare emicranie e convulsioni in epilettici fotosensibili. Secondo il Wired News, la prova indiziale ha ipotizzato che l'attacco fosse stato commesso dagli utenti di Anonymous, con le pubblicazioni di attacchi iniziali sul forum dell'epilessia che incolpavano eBaum's World. I membri del forum dell'epilessia affermarono di aver trovato un thread in cui gli attacchi venivano pianificati su 7chan.org, un'imageboard che è stato descritto come una roccaforte per Anonymous. Il thread, come fanno alla fine tutti i vecchi thread su questi tipi di imageboard, si era poi cancellato.
RealTechNews ha riportato che anche il forum National Society for Epilepsy con sede in Gran Bretagna è stato oggetto di un attacco identico. Ha dichiarato che “membri apparenti di Anonymous” hanno negato di essere i responsabili di entrambi gli attacchi e ha pubblicato che erano stati eseguiti da Scientology. News.com.au ha riferito che gli amministratori di 7chan.org avevano pubblicato una lettera aperta affermando che gli attacchi erano stati eseguiti da Scientology “per rovinare l'opinione pubblica di Anonymous, per ridurre l'effetto delle legittime proteste contro la loro dannosa organizzazione” sotto la politica del fair game della chiesa. The Tech Herald ha riportato che, quando l'attacco è iniziato, le pubblicazioni si riferivano a vari gruppi, tra cui Anonymous.
La notizia attribuisce l'attacco a un gruppo chiamato “The Internet Hate Machine” (la macchina dell'odio di Internet), un'allusione a KTTV Fox 11 news report, che ha affermato di far parte di Anonymous, ma non è la stessa fazione che è coinvolta nella campagna contro Scientology. Alcuni partecipanti Anonymous al Progetto Chanology ipotizzano che gli esecutori siano utenti di Internet rimasti anonimi semplicemente nel significato letterale del termine e di conseguenza non avessero nessun collegamento con i grandi sforzi anti-Scientology di Anonymous. Durante un'intervista con la CNN Tommy Davis, un seguace di Scientology, ha accusato Anonymous di hackeraggio ai danni del sito dell'Epilepsy Foundation affinché mostrasse delle immagini che causassero convulsioni epilettiche. L'intervistatore John Roberts ha contestato che l'FBI ha detto che “non è stato trovato nulla che colleghi al gruppo di Anonymous (con queste azioni)”, e che “non ci sono ragioni per credere che queste accuse verranno alzate contro questo gruppo”. La risposta è stata che "il caso era nelle mani dell'autorità locale e che c'erano investigazioni in corso".

#### Defacing dei siti SOHH e All'HipHop
Il secondo di una serie di cinque defacing ai banner e agli headline feeders di SOHH, vandalizzati dai cracker. Verso la fine di giugno del 2008 gli utenti identificatisi come Anonymous hanno rivendicato la responsabilità di una serie di attacchi contro il sito SOHH (Support Online Hip Hop). L'attacco ha avuto inizio come vendetta per gli insulti fatti da membri di SOHH sul forum “Just Bugging Out” contro gli utenti di 4chan. L'attacco contro il sito web è avvenuto in più fasi, dal momento che gli utenti di Anonymous hanno inondato i forum di SOHH, forum che in seguito sono stati chiusi. Il 23 giugno 2008 il gruppo identificatosi come Anonymous ha organizzato degli attacchi DdoS contro il sito, riducendo con successo di più del 60% la capacità di servizio del sito. Il 27 giugno 2008 i cracker hanno utilizzato cross-site scripting per alterare la pagina principale del sito web con immagini satiriche e titoli recanti numerosi stereotipi razziali e insulti e sono così riusciti a rubare informazioni dagli impiegati SOHH.

### 2009

#### Associazione anti-imprecazioni
Nel gennaio 2009 i membri di Anonymous hanno bersagliato l'adolescente californiano McKay Hatch che gestisce l'associazione anti-imprecazioni, un sito web contro il turpiloquio. Quando l'indirizzo di casa, il numero di telefono e altre informazioni personali sono trapelate online, la sua famiglia ha ricevuto numerose lettere d'odio, telefonate oscene e anche false consegne di pizza e pornografia.

#### Giorno del porno di YouTube
Il 20 maggio 2009 dei membri di Anonymous hanno caricato su YouTube numerosi video di sesso. Molti di questi video venivano spacciati per video per bambini o per le famiglie con tag come “jonas brothers”. YouTube ha poi rimosso tutti i video caricati. La BBC ha contattato uno di coloro che ha caricato un video che ha affermato che era un “attacco di 4chan” organizzato per via della rimozione di un video musicale da YouTube. Il notiziario della BBC ha riportato che una vittima ha pubblicato un commento dicendo: “Ho 12 anni, che cos'è questo?” che è divenuto un fenomeno Internet.

#### Proteste post-elettorali in Iran
Il 20 giugno 2009 sulla pagina web principale del sito The Pirate Bay esponenti di Anonymous, appoggiati probabilmente da membri del sito, invitarono a sostenere l'“Iranian Green Party”, un partito politico iraniano di cui alcuni membri sono in esilio, che supporta valori ecologici e questioni come il sistema legale e i diritti degli omosessuali.
In seguito alle dichiarazioni di brogli elettorali, dopo che furono annunciati i risultati delle elezioni presidenziali in Iran nel 2009 in cui il presidente iraniano in carica Mahmoud Ahmadinejad risultava vincitore, migliaia di iraniani parteciparono alle dimostrazioni. Anonymous, insieme a The Pirate Bay e vari cracker iraniani, ha lanciato un sito per sostenere il Green Party. Il sito ha attirato più di 22.000 sostenitori in tutto il mondo e ha permesso lo scambio di informazioni fra il mondo e l'Iran, nonostante i tentativi da parte del governo iraniano di censurare le notizie sui tumulti su Internet. Il sito forniva risorse e supporto agli iraniani che protestano.

#### Operation Didgeridie
Nel settembre 2009 il gruppo si è risvegliato "al fine di tutelare i diritti civili", dopo che diversi governi hanno iniziato a bloccare l'accesso alle imageboard. Le liste di proscrizione (blacklist) di Krautchn.net in Germania hanno fatto infuriare molti, ma il punto di svolta sono stati i piani del governo australiano per la censura di internet a livello ISP. La politica è stata condotta da Stephen Conroy e in modo aggressivo da parte del governo Rudd fin dalla sua elezione nel 2007.
All'inizio della serata del 9 settembre, Anonymous ha reso offline il sito del primo ministro con un DDoS. Il sito è stato offline per circa un'ora. La mattina del 10 febbraio 2010, Anonymous ha lanciato un attacco più preparato con nome in codice "Operazione Didgeridie". È stato defacciato il sito del primo ministro, è stato reso offline il sito del Parlamento Australiano per tre giorni e si è quasi riuscito a rendere offline il Dipartimento del sito Comunicazioni. Il quotidiano “The Australian” ha poi riferito che l'attacco non è neanche stato considerato un reato grave da parte di consulenti della sicurezza informatica, che hanno suggerito che l'attacco non ha inciso soltanto perché il governo "sapeva che il secondo attacco stava per succedere, ma non è riuscito a fermarlo." Una notizia in prima pagina della rivista “Security Solutions” ha dichiarato che "attacchi come questo non devono essere considerati cyber-terroristici per assicurare che il significato vero e proprio non sia diluito".

#### LoScientology Sucks: A Contest
Il 2 dicembre 2009, Anonymous ha organizzato un concorso, “Scientology Sucks: A Contest”, e ha chiesto agli sfidanti di realizzare scherzi (legali) a Scientology, offrendo rispettivamente 1000$, 300$ e 75$ (inizialmente 400$, 100$, 50$) ai primi tre classificati. Il concorso è stato vinto da un utente chiamato MalcontentNazi per il suo video "Scientology's Secret Nazi Ties", in cui si è travestito da nazista davanti alla chiesa di Scientology, pregando, e in seguito ha fatto uno scherzo telefonico chiedendo perché non fossero capaci di trascinare via dalla strada il tizio travestito da nazista che si prendeva gioco di loro.
Le proteste sono continuate ed hanno approfittato di eventi mediatici, come la prima del film Operazione Valchiria, interpretato da Tom Cruise, il cui luogo venne scelto in parte per evitare l'esposizione alle proteste.

### 2010

#### Operazione Payback
Nel 2010, diverse società di Bollywood hanno comprato del software di Aiplex per lanciare attacchi DDoS su siti web che non si erano attenuti alle notifiche di takedown (invito a rendere offline le risorse di un sito). Gli attivisti cracker hanno creato Operazione Payback nel settembre 2010 per rappresaglia. Il piano originale era quello di attaccare la società “Aiplex Software” direttamente, ma qualche ora prima di attuare il piano DDoS previsto un altro individuo aveva già reso offline il sito dell'azienda per conto proprio. L'Operazione Payback cambiò obiettivo lanciando attacchi contro i siti delle organizzazioni che tutelano il diritto d'autore, studi legali e altri siti web. Questo si è sviluppato poi in numerosi attacchi DDoS contro i gruppi anti-pirateria e studi legali. Nel dicembre 2010 gli organizzatori di Operazione Payback hanno concentrato la loro attenzione e gli attacchi DDoS su siti web di aziende che si oppongono a WikiLeaks.

#### Gene Simmons
Durante il congresso del 2010 del MIPCOM, Gene Simmons dei KISS ha dichiarato: 
In risposta alle osservazioni, i membri di Anonymous hanno lanciato un attacco DDoS contro GeneSimmons.com e SimmonsRecords.com, mettendo offline entrambi i siti. Anche se l'attacco non è stato ufficialmente parte dell'Operazione Payback in un primo momento, dal momento che i membri leader dell'operazione non hanno voluto attaccare un artista, è stato rivendicato dai suoi membri. Più tardi hanno annunciato che il sito di Simmons era stato preso come bersaglio. In risposta all'attacco, Simmons ha scritto:
In risposta, i siti sono stati di nuovo attaccati e sono stati resi offline.

#### Wikileaks
Alla fine del 2010 il sito WikiLeaks, usato da informatori come archivio di documenti, fu sottoposto a forti pressioni per interrompere la pubblicazione di documenti diplomatici segreti degli Stati Uniti. In risposta Anonymous ha annunciato il suo sostegno a WikiLeaks. Operation Payback ha cambiato il suo obiettivo per sostenere WikiLeaks e ha lanciato gli attacchi DDoS contro Amazon, PayPal, Mastercard, Visa e la banca svizzera PostFinance, in rappresaglia per comportamenti anti-WikiLeaks sotto il nome in codice di “Operazione Vendetta Assange”. Questi siti impedivano di effettuare donazioni a sostegno della campagna di diffusione dati WikiLeaks, ma allo stesso tempo rimanevano disponibili a pagamenti su siti apertamente neonazisti o legati al Ku Klux Klan. A causa degli attacchi, i siti web di MasterCard e Visa sono stati messi offline l'8 dicembre. Un esperto di sicurezza e minacce informatiche dei laboratori di Panda Software ha dichiarato che Anonymous ha anche lanciato un attacco che ha reso non disponibile il sito web del procuratore svedese quando Julian Assange, il fondatore di WikiLeaks, è stato arrestato a Londra e ha rifiutato la cauzione in relazione alla questione dell'estradizione in Svezia.

#### Operazione Leakspin
L'operazione Leakspin è stata concepita dal gruppo “Anonymous”, con l'intento di organizzare le pubblicazioni recenti e aumentare la conoscenza del pubblico di documenti potenzialmente importanti e precedentemente trascurati.

#### Zimbabwe
Il sito del governo dello Zimbabwe è stato preso di mira da “Anonymous” a causa della censura dei documenti di WikiLeaks.

#### Operazione Tunisia
I siti del governo della Tunisia sono stati presi di mira da “Anonymous” a causa della censura dei documenti di WikiLeaks e delle proteste da parte dei tunisini in corso tra il 2010 e il 2011. Alcuni tunisini sono stati segnalati come testimoni oculari degli attacchi DoS lanciati da “Anonymous”. Il ruolo rivestito da Anonymous negli attacchi DoS contro il governo della Tunisia ha portato a un aumento di attivismo tra i tunisini contro il governo. Anonymous ha pubblicato un messaggio online che denuncia il giro di vite (clampdown) del governo sulle recenti proteste e lo ha pubblicato sul sito del governo tunisino. Anonymous ha chiamato questi attacchi come facenti parte della “Operation Tunisia”. Anonymous ha con successo attaccato otto siti del governo tunisino. Hanno pianificato gli attacchi su reti IRC. A causa delle proteste, il governo del presidente della Tunisia Zine El-Abidine Ben Ali è stato rovesciato il 14 gennaio 2011.

### 2011

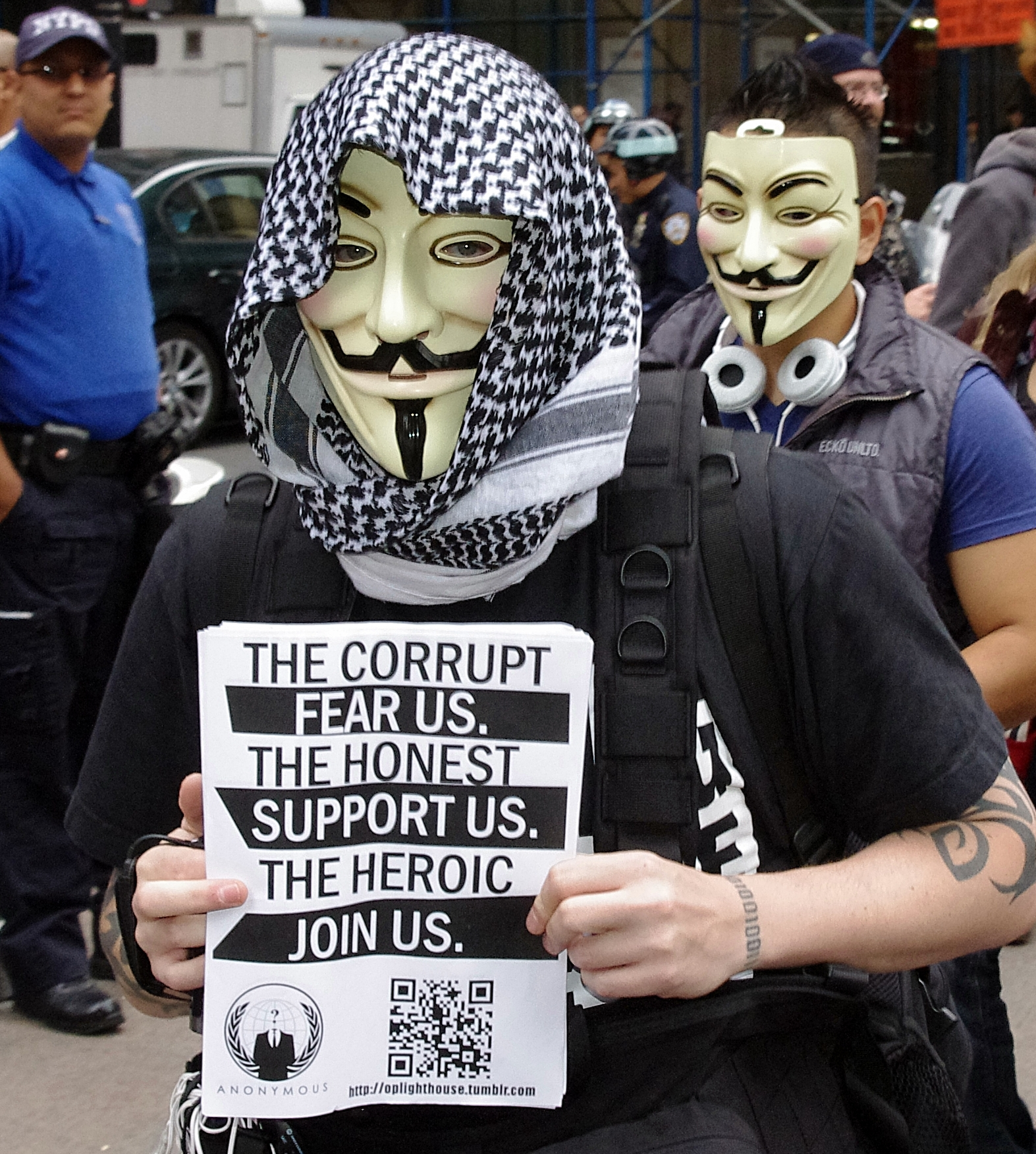
Un membro in possesso di un volantino anonimo a Occupy Wall Street, una protesta che il gruppo ha attivamente sostenuto, il 17 settembre 2011

#### Attacco a Fine Gael
Il sito del partito politico Irlandese “Fine Gael”, un partito di centro-destra e al momento il partito con più adesioni nella Repubblica d'Irlanda, è stato hackerato da Anonymous secondo “TheJournal.ie”. Il sito (l'homepage del sito, ndr) è stato rimpiazzato da una pagina che mostra il logo di Anonymous tra le parole “Nothing is safe, you put your faith in this political party and they take no measures to protect you. They offer you free speech yet they censor your voice. WAKE UP! <owned by Raepsauce and Palladium>" (Nulla è sicuro, riponete la vostra fiducia in questo partito politico e loro non prendono misure per proteggervi. Vi offrono la libertà di parola ma censurano ancora la vostra voce. SVEGLIATEVI! <proprietà di Raepsauce e Palladium>).

#### Operation Egypt
Anonymous aveva appena completato il grande successo nell'operazione Tunisia in cui il gruppo ha fornito ai tunisini gli strumenti necessari per cacciare il loro leader, attaccando i siti web del governo. Durante le sommosse popolari in Egitto del 2011, nel loro modo abituale, gli Anonymous hanno pubblicato un video su YouTube dichiarando le proprie intenzioni prima di cominciare le operazioni. A differenza dell'operazione in Tunisia, gli Anonymous non hanno fornito agli egiziani le risorse per aggirare la censura del governo, bensì hanno unicamente lanciato attacchi DDoS contro i siti web del governo egiziano. Tutti i siti di governo superiori sono stati resi non in linea dagli attacchi con relativa facilità e sono rimasti offline finché Hosni Mubarak si è dimesso.

#### Attacco alla HBGary Federal
Nel weekend del 5-6 febbraio 2011, Aaron Barr, l'amministratore delegato della società di sicurezza HBGary Federal, annunciò che la sua impresa aveva infiltrato con successo il gruppo Anonymous, e che anche se non avesse consegnato i dettagli alla polizia, avrebbe rivelato comunque i suoi risultati in una conferenza in procinto di svolgersi a San Francisco. Come ritorsione, i membri del gruppo Anonymous hanno hackerato il sito web della HBGary Federal ed hanno sostituito alla pagina di benvenuto un messaggio, affermando che Anonymous non deve essere rovinato da essi, e che l'hacking del sito web è stato necessario per difendersi. Utilizzando una varietà di tecniche, compresa l'ingegneria sociale e SQL injection, gli Anonymous sono andati anche a prendere il controllo della e-mail dell'azienda, cancellando 68.000 e-mail dal sistema, cancellando file, e prendendo in possesso il loro sistema telefonico.
Le e-mail trapelate rivelano molte relazioni con altre società di sicurezza informatica. Tra i documenti esposti c'era una presentazione in PowerPoint dal titolo “The Wikileaks Threat” (“La Minaccia di Wikileaks"), messo insieme da HBGary Federal con altre due imprese di intelligenza dati per la Banca d'America a dicembre. All'interno della relazione, queste aziende hanno creato un elenco di collaboratori importanti di WikiLeaks, gli Anonymous hanno quindi ulteriormente sviluppato un piano strategico di attacco contro il sito. Gli Anonymous hanno anche attaccato personalmente Aaron Barr prendendo il controllo del suo account di Twitter, pubblicando il presunto indirizzo di casa del signor Barr e il suo numero di previdenza sociale. Dopo gli attacchi, gli Anonymous hanno continuato ad intasare i fax della HBGary Federal e a fare telefonate minacciose

#### Attacco ad Enel
A fine marzo 2011 gli Anonymous attaccano Enel. L'attacco è stato fatto al sito web dell'azienda fornitrice di energia elettrica dal gruppo successivamente ad alcuni comportamenti dell'Enel che «ancora una volta mostra di perseguire i propri interessi in modo indegno. Al fine di costruire impianti idroelettrici in Guatemala, nel municipio di Cotzal, l'Enel assolda 500 mercenari in assetto di guerra con passamontagna e forze antisommossa per occupare la comunità indigena maya Ixil di San Felipe Chenla, comunità che dal 3 gennaio sta protestando contro Enel». L'attacco è stato eseguito nella notte del 25 marzo 2011 dalle 19 GMT alle 23 GMT circa, come comunica la pagina Facebook degli Anonymous per le OperationGreenRights.

#### Attacco all'Agcom
Il 28 giugno 2011 la rete Anonymous ha posto sotto attacco il sito dell'Autorità per le Garanzie nelle Comunicazioni, nel nome della libertà per Internet. In particolare, si denuncia: «L'Agcom vorrebbe istituire una procedura veloce e puramente amministrativa di rimozione di contenuti online considerati in violazione della legge sul diritto d'autore..

#### #OpBancheAlSicuro
Il 3 settembre 2011 Anonymous e LulzSec Italia annunciano l'inizio dell'operazione Banche Al Sicuro, volta a mettere in luce la vulnerabilità del sistema bancario informatizzato italiano. I due gruppi di attivisti hacker hanno dimostrato come sia possibile rubare le credenziali di accesso di un utente bancario in soli 15 minuti, attaccando un server preso a caso da una ricerca su Google. Le credenziali, parzialmente censurate, sono state pubblicate su Twitter e su Pastebin insieme al comunicato ufficiale dell'operazione. I dati sensibili sottratti non sono comunque stati utilizzati a scopi maligni.

#### Giallo dell'attacco al New York Stock Exchange
Nei primi giorni di ottobre 2011 spunta sul canale YouTube del gruppo un comunicato ufficiale in cui si annuncia un attacco, denominato "Operation Invade Wall Street", previsto per la giornata del 10 ottobre 2011 alla Borsa di New York. Tuttavia il 10 ottobre il sito viene attaccato solo da un piccolo gruppo di persone che ne causano un lieve rallentamento, senza però infliggere seri danni al mercato newyorkese. Esistono varie ipotesi sul perché l'attacco non sia poi stato portato a termine dal gruppo che solitamente mantiene le sue promesse. Qualche giorno dopo il "fallito" attacco, sempre sul canale ufficiale del gruppo, spunta un video in cui si spiega che in realtà l'attacco era stato pensato appositamente fasullo per mantenere in un clima di costante agitazione i media. Tuttavia, in contrasto con quanto detto nel video che è stato poi rimosso dagli stessi che l'hanno pubblicato, sul canale Twitter ufficiale compare un messaggio, circa 5 giorni prima della data fissata per l'attacco, in cui si spiega che l'attacco è in realtà una trappola architettata dalla polizia che sarebbe riuscita ad infiltrarsi nel canale IRC degli hacktivisti sotto il nome di "Hypotenuse". Il piano sarebbe stato progettato con lo scopo di minare la credibilità del movimento Occupy Wall Street e nel contempo individuare gli appartenenti al gruppo di hacktivisti. Il giorno dopo l'attacco, cioè l'11 ottobre 2011, sempre attraverso il canale Twitter degli Anonymous, compare un messaggio di complimenti all'agente Hypotenuse per essere riuscito a scavalcare la sicurezza degli stessi hacker.

#### Attacco al tenente John Pike
In seguito all'incidente di "Occupy UC Davis", manifestazione all'Università della California, Davis, in cui il Tenente John Pike spruzzò dello spray al peperoncino contro un gruppo di manifestanti pacifici, Anonymous pubblicò un video su YouTube contenente le informazioni di contatto del tenente. YouTube eliminò il video, ma non abbastanza velocemente per cui che molte persone floodarono il suo numero di cellulare, Skype ed email.

### 2012

#### #OpMegaupload

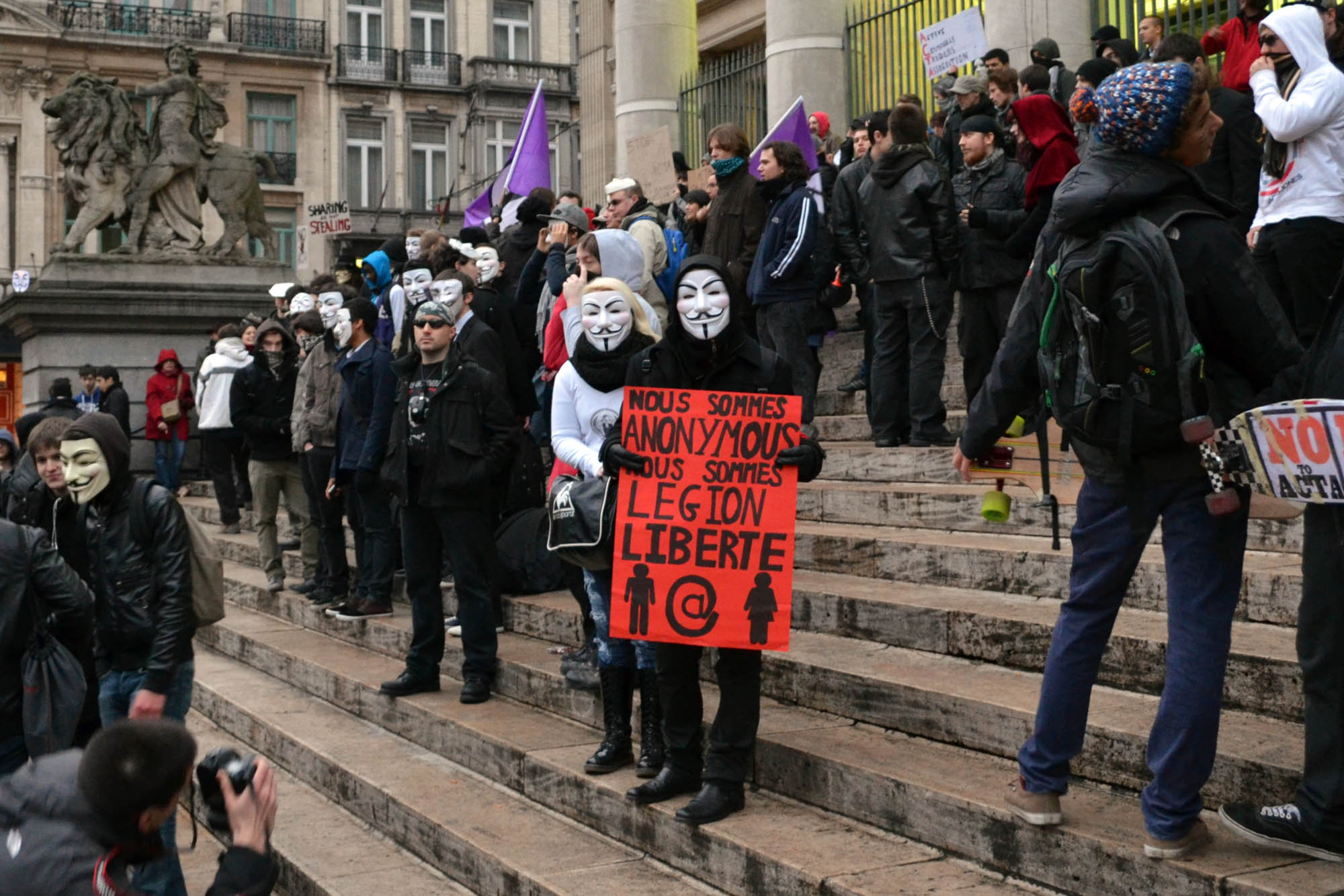
Manifestanti anonimi alla Borsa di Bruxelles, Belgio, gennaio 2012

Il 19 gennaio 2012, in seguito alla chiusura di Megaupload da parte della FBI, gli hacker di Anonymous come segno di protesta rendono impossibile l'accesso ai siti web delle seguenti organizzazioni:
1. Dipartimento di Giustizia (Justice.gov)[24]
2. Motion Picture Association of America (MPAA.org)[24]
3. Universal Music Group (UniversalMusic.com)[24]
4. Belgian Anti-Piracy Federation (Anti-piracy.be/nl/)
5. Recording Industry Association of America (RIAA.org)[24]
6. Federal Bureau of Investigation (FBI.gov)[24]
7. HADOPI law site (HADOPI.fr)
8. U.S. Copyright Office (Copyright.gov)
9. Universal Music Group France (UniversalMusic.fr)
10. Senatore Chris Dodd (ChrisDodd.com)
11. Vivendi France (Vivendi.fr)
12. Casa Bianca (Whitehouse.gov)
13. BMI (BMI.com)
14. Warner Music Group (WMG.com)

oltre a molti altri siti tra cui 147 siti brasiliani (tra cui alcuni governativi), il sito della NASA, il sito della Sony, il sito di Hollywood e i siti di molti altri artisti musicali.
L'evento, diventato sempre più massiccio, in poche ore si è trasformato nell'attacco del gruppo Anonymous e cracker in generale più grande e importante mai realizzato sul web. C'è chi l'ha soprannominata la W W W W ovvero la World Wide Web War. Secondo un sito di informazione Anon russo ci sarebbero stati oltre 30.000 computer collegati da cui partivano gli attacchi DDoS ai più importanti siti internazionali governativi e federali.

#### Attacco al WallStreetJournal
L'Operazione è scattata dal sito tedesco del giornale statunitense per averli paragonati ad Al-Qaida in quanto a potere distruttivo.

#### #OpFPF Attacchi ai politici italiani
L'operazione denominata FuckPoliticiansFebruary, in italiano: FebbraioFotteteviPolitici prende di mira i politici italiani. L'attacco iniziò con la manomissione sito del senatore del PDL Maurizio Paniz per l'oscuramento del sito Vajont.info. Il 22 febbraio 2012 è stato sfigurato il sito del politico Paola Binetti e il sito di Miss Padania, chiaramente in funzione anti-leghista

Il messaggio che manda il gruppo è: 

#### Attacco a Miss Padania 2010
L'operazione attacca il sito di Miss Padania 2010 e contiene insulti verso la Lega Nord e la sua nascita. La notizia viaggia rapidamente nel web, diffondendosi come un viral-link, specialmente nei social-network come Facebook e Twitter.

#### Attacco all'AIPAC
Il 4 marzo, Anonymous attacca il sito dell'[AIPAC], un gruppo di pressione americano noto per il forte supporto allo stato di Israele. Lo stesso giorno viene caricato un video su YouTube intitolato "Anonymous: Occupy AIPAC", in cui viene spiegato che l'attacco è stato eseguito «perché il gruppo di pressione ha come scopo più guerre e più distruzione di quanto ne abbia già commesso».

#### Attacco al sito della Corte costituzionale ungherese
Il 5 marzo 2011 viene attaccato il sito della Corte costituzionale ungherese, aggiungendo il diritto alla ribellione nella carta costituzionale: Gli ideologi e i governanti della tirannia, o anche i dittatori, non rappresentano che brevi periodi della storia. Il popolo ha il diritto di eliminare la tirannia e ribellarsi.

#### Attacco al sito del Vaticano e Facebook down
Il 7 marzo 2012 alle ore 9.00 di mattina circa Facebook, il secondo sito più visitato al mondo, non è accessibile dagli utenti di varie nazioni, tra cui l'Italia. Il sito è rimasto off-line per circa 2 ore per poi tornare nuovamente disponibile dopo un duro lavoro agli uffici di Facebook. Inizialmente attribuito ad un attacco da parte degli Anonymous, è stato successivamente smentito sui canali ufficiali di Anonymous su Twitter. Nello stesso giorno viene attaccato e reso inagibile il sito del Vaticano, il gruppo di hacker rilascia una comunicazione attraverso Pastebin dove denuncia la Chiesa per la sua "attività di censura e di anti-progresso nei confronti della medicina": Anonymous ritiene che nel ventunesimo secolo non debbano esserci più discriminazioni religiose, sessuali o politiche, "propinate tristemente dal Vaticano", sempre secondo gli hacker. Il sito della Santa Sede è rimasto off-line per circa 2 giorni a causa dell'attacco hacker compiuto dall'organizzazione.
Inoltre i pirati informatici hanno affermato: "Tra i tanti peccati della chiesa vogliamo ricordare anche gli obblighi etici imposti dal Papa presente e da quelli passati, in particolare la negazione della terapia genica ai fini curativi e la sperimentazione su cellule staminali totipotenti, rallentando così di secoli la medicina". In un'intervista del programma Le Iene a un esponente di Anonymous, registrata il 1º marzo e trasmessa l'8 marzo, viene preannunciato un attacco nei confronti del Vaticano.
Il 12 marzo il sito del Vaticano viene reso inaccessibile per un paio di ore a causa di un secondo attacco. Anonymous ha inoltre hackerato il database della Radio Vaticana in segno di protesta "per aver usato ripetitori con potenze di trasmissione largamente fuori dai limiti di legge", emettendo onde elettromagnetiche che potrebbero causare gravi malattie neoplastiche quali la Leucemia, il cancro e svariate altre terribili patologie.
Il sito del Vaticano viene nuovamente reso off-line per una terza volta, l'attacco è stato messo a segno per portare in risalto la presunta omertà da parte della Chiesa nel non denunciare casi di pedofilia, sottolineando un caso di abuso successo nel 1996 in cui venne violentata una tredicenne, da un sacerdote, lo stesso che l'aveva battezzata. Il gruppo ha inoltre accusato il Vaticano di mascherare gli abusi più riprovevoli senza denunciarli alle forze dell'ordine.
L'oscuramento del sito del Vaticano rende indisponibili per alcune ore i documenti pontifici contro la pedofilia, la legislazione canonica contro la pedofilia e le iniziative per prevenire e fronteggiare questa piaga nella società e nella Chiesa. In prossimità della visita del papa in Messico, il 22 marzo il sito del Vaticano e il sito messicano relativo al pontefice vengono resi off-line da parte degli hacktivisti.

#### Attacco a Trenitalia
Il 10 marzo 2012 Anonymous attacca il sito di Trenitalia. L'annuncio arriva direttamente dal blog ufficiale dell'organizzazione. Le motivazioni addotte dal gruppo a giustificazione dell'arresto sono molteplici e vanno dalla soppressione di alcuni treni InterCity, a discapito di migliaia di pendolari, allo spreco di denaro per la realizzazione della TAV.

#### Attacco a Equitalia
L'11 marzo 2012 viene attaccato il sito di Equitalia, Anonymous accusa la società pubblica incaricata della riscossione dei tributi di "impiegare mesi, spesso anni, per le più banali notifiche, facendo così lievitare a dismisura gli interessi dovuti" e di possedere "poteri smisurati, compresa la facoltà di bloccare beni mobili e immobili anche in maniera preventiva, e senza nessuna possibilità di verifica o appello da parte dei soggetti colpiti."

#### Attacco al sito di Vittorio Sgarbi
Il 16 marzo il sito di Vittorio Sgarbi è stato defacciato dai membri di Anonymous, il gruppo ha sostituito una pagina della categoria "libri" con il seguente messaggio: 
Come al solito hai perso un'altra occasione per tacere. Capra:>
A noi i simpatizzanti omofobi della mafia non piacciono affatto, e tu non ci piaci.

Onore a Paolo Borsellino, Giovanni Falcone, Aldo Moro, Antonio Ingroia, Peppino Impastato, Guido Galli, Emilio Alessandrini, Umberto Ambrosoli e a tutti coloro che combattono attivamente le mafie in Italia e in tutto il mondo e a quelli caduti per la Causa»
Oltre il messaggio è stato pubblicato anche un video contenente un discorso di Paolo Borsellino contro la mafia. Il motivo di questo attacco risale probabilmente al fatto che nel febbraio 2012, nel comune di Salemi, di cui Vittorio Sgarbi era sindaco, ci furono infiltrazioni mafiose.

#### Attacco a Enel, Endesa e Emgesa
Il 21 marzo 2012, a un anno di distanza, gli hacktivisti attaccano nuovamente il sito dell'Enel, i siti dell'Endesa e Emgesa, aziende controllate dalla stessa Enel, stando al comunicato ufficiale da parte del gruppo, Anonymous si è battuto contro i progetti idroelettrici di Enel in Guatemala e nella Patagonia cilena che sconvolgerebbero il clima con enormi ripercussioni globali e l'inondazione di 8000 ettari della riserva naturale dell'Amazzonia. Il gruppo inoltre sottolinea che nel caso del Guatemala i popoli della regione ixil, dopo continui conflitti con la multinazionale italiana, hanno dovuto abbandonare le proprie terre.

#### Attacco al Ministero dell'Interno, Ministero della Difesa e Carabinieri
Il 3 aprile 2012 vengono resi inaccessibili i siti del Ministero dell'Interno e quello del Ministero della difesa. Anonymous spiega che l'attacco è stato effettuato perché il Ministero dell'Interno ha vietato alle forze dell'ordine di esprimere opinioni riguardanti il film Diaz, incentrato sui fatti del G8 di Genova. Lo stesso giorno viene attaccato il sito dell'Arma dei Carabinieri: gli Hacktivisti hanno motivato l'attacco affermando che alcuni membri della Polizia durante la manifestazione degli Operai Alcoa, tenutasi a Roma il 27 marzo 2012, avrebbero «tentato di sopprimere la rabbia degli Operai Alcoa con i manganelli», denunciando inoltre il fatto che i loro canali IRC sono oggetto di visite quotidiane da parte di agenti infiltrati, invitandoli ad abbandonare i server.

#### Attacco alla Polizia di Stato
Il 22 ottobre 2012 gli hacker di Anonymous annunciano nel loro blog di essere riusciti a penetrare all'interno del sistema informatico della Polizia di Stato, trafugando una mole ingente di documenti e mail riservati. “Da settimane ci divertiamo a curiosare nei vostri server, nelle vostre e-mail, i vostri portali, documenti, verbali e molto altro”, dicono gli attivisti. In particolare, si tratta di 3.500 file per un totale di poco più di un Gb di dati, che comprendono, tra le altre cose, informative sulle attività dei No Tav (gruppo di cui Anonymous si dichiara da sempre simpatizzante), documenti su come muoversi nelle attività sotto copertura o su come svolgere la cosiddetta funzione di provocazione nell'ambito di manifestazioni e cortei, schede tecniche su microspie, cimici e sistemi di intercettazioni. Oltre a mail personali dei funzionari e degli agenti.

#### #OpIsrael
Il 19 novembre 2012 Anonymous ha attaccato circa 700 siti istituzionali israeliani per protestare contro l'esercito di Tel Aviv che ha sferrato una nuova offensiva contro il popolo palestinese. Durante l'attacco è stato cancellato il database del Ministero degli Esteri.
Questo è il contenuto del messaggio di Anonymous: 
Noi siamo Anonymous.
Noi siamo legione.
Noi non dimentichiamo.
Noi non perdoniamo.
"Temeteci(?)"
Aspettateci,
Rispettateci".»

### 2013

#### Attacco al Massachusetts Institute of Technology
La rete informatica del Massachusetts Institute of Technology (MIT) è stata attaccata da Anonymous il 13 gennaio 2013, e il 22 gennaio 2013 in entrambi i casi per protesta contro la vicenda legata alla morte dell'attivista Aaron Swartz, avvenuta l'11 gennaio 2013.

#### Attacco alla United States Sentencing Commission
Il 26 gennaio 2013 Anonymous ha attaccato il sito web della US Sentencing Commission, agenzia indipendente che si occupa di redigere le linee guida per la formulazione delle sentenze nelle corti federali degli Stati Uniti, anche in questo caso come forma di protesta contro la morte di Aaron Swartz.

#### Attacco al Tribunale di Roma
Il 20 maggio 2013 dopo l'arresto dei quattro hacktivisti accusati degli attacchi informatici di Anonymous Italia, l'organizzazione si vendica e blocca il sito del tribunale di Roma.

#### Attacco al sindacato di Polizia Siulp
Il 24 maggio 2013 Anonymous Italia rivendica l'azione che avrebbe portato anche alla "violazione" di ben 16.000 account email degli iscritti al sito del sindacato della Polizia di Stato Siulp. "Ieri è toccato a noi, oggi tocca a voi", la scritta che appare sull'homepage del loro sito.

#### Attacco al sindacato di Polizia Sap Nazionale
Il 26 maggio 2013 Anonymous italia annuncia un attacco ai danni del sito ufficiale del SAP (Sindacato Autonomo di Polizia), quest'ultima azione ha portato alla pubblicazione online di dati, mail e altro materiale “trafugato” dal database del sito colpito.

#### Attacco al Ministero dell'Interno
Il 28 maggio 2013 annunciano di aver portato a termine un'operazione contro il Ministero dell'Interno, grazie alla quale hanno ottenuto documenti messi poi liberamente a disposizione. Il materiale rilasciato sembra effettivamente appartenere al Viminale. Complessivamente si parla di alcune migliaia di documenti trafugati, riguardanti le questioni più disparate: direttive per la Festa della Polizia, richieste di personale e mezzi, circolari sulle manifestazioni studentesche e addirittura una presentazione in PowerPoint riguardante "L'etica professionale". Ma sembra che del mucchio facciano parte anche documenti più riservati, come ad esempio relazioni tecniche sul MUOS, il sistema di comunicazione satellitare che il Dipartimento della Difesa degli Stati Uniti vorrebbe installare a Niscemi (Caltanissetta).

#### Attacco al sito della Casaleggio Associati
Il 28 giugno 2013 venne attribuito ad Anonymous, anche se non ufficialmente, l’attacco al sito della Casaleggio Associati, avente lo scopo di defacciarlo e commentando l'operato del Movimento 5 Stelle dall'elezione nazionale ad oggi, scrivendo: 
Non come i pagliacci degli Hacker Del PD, che saranno stati molto probabilmente vostri ex colleghi non proprio soddisfatti del trattamento ricevuto. We’re the real deal! ;) Come è solito dire Beppe: LA RETE!!!!! LA RETE!!!!!
Voi la rete non la meritate, incapaci! Le maschere di Anon a voi servirebbero non per garantire l’anonimato ma per nascondervi dalla vergogna. Le votazioni ed elezioni in rete, il megafono per tutti, il medium democratico per eccellenza Quirinarie, Il futuro è la rete... e vi fate pwnare così??? Offrite anche servizi di IT Security...è uno scherzo? It’s very very lulzy. But...w00t w00t,we got r00t! Un saluto speciale a Beppone, e soprattutto a chi doveva tenere la barca a galla, mr. Benzi, sono bastate due spingarde per ridurla ad un rottame galleggiante. We do what we want cuz a Pirate is free!».»

### 2014

#### Attacco al Ku Klux Klan
Il 18 novembre 2014 Anonymous ruba gli account Twitter del Ku Klux Klan e rivela le identità dei suoi membri nella zona di St. Louis, nel Missouri, come rappresaglia e avvertimento nei confronti dei suprematisti bianchi del Klan che avevano minacciato di usare la "forza letale" nei confronti degli abitanti di Ferguson che avessero manifestato per ottenere la condanna di Darren Wilson, il poliziotto responsabile dell'uccisione del diciottenne afroamericano Michael Brown, loro concittadino. La notizia della #OpKKK era stata annunciata con un video postato su Youtube: "Non vi attacchiamo per ciò in cui credete, in quanto combattiamo per la libertà di parola, vi attacchiamo perché avete minacciato di usare la forza letale contro di noi nelle proteste di Ferguson".

#### Attacchi in Italia
Anonymous Italia ha oscurato il sito del SAP (Sindacato Autonomo di Polizia) "vendicando" l'assoluzione dei poliziotti responsabili dell'uccisione in carcere di Stefano Cucchi. Anonymous Italia ha anche oscurato il sito della Lega Nord e il sito ufficiale di Matteo Renzi per cause "ignote".

### 2015

#### Attacchi a siti legati al terrorismo islamico
Il 9 gennaio il collettivo hacker Anonymous ha diffuso un video in cui proclamava vendetta verso Al Qaeda e jihadisti per l'attacco terroristico subito dal giornale satirico Charlie Hebdo a Parigi il 7 gennaio. Nel video un Anonymous asserisce: "Stiamo dichiarando guerra contro di voi, terroristi" e aggiunge che Anonymous vuole rintracciare e chiudere tutti gli account sui social network legati ai terroristi, per vendicare le vittime di Charlie Hebdo.
L'8 febbraio 2015 Anonymous blocca e sospende tutti gli account social dei reclutatori dello Stato Islamico, pubblicando online un video in cui dichiarano di non dare tregua ai seguaci del califfato.
Il 9 febbraio 2015 gli hacker Anonymous si fanno risentire affermando di voler dare la caccia al più alto esponente dell'ISIS. Gli hacker hanno affermato che non si fermeranno fino a quando non riusciranno a rintracciarlo.
Il 15 novembre 2015, in seguito agli attentati di Parigi, Anonymous diffonde un video in cui si annuncia ufficialmente l'apertura di #OpParis e l'intenzione di perseguire autori, mandanti e fiancheggiatori degli attentati parigini.
"Saluti a voi, cittadini del mondo. Noi siamo Anonymous. Prima di tutto vogliamo esprimere il nostro dolore e solidarietà per le vittime, i feriti e le loro famiglie. Per difendere i nostri valori e la nostra libertà siamo sulle tracce degli appartenenti ai gruppi terroristici responsabili degli attacchi, non ci fermeremo, non dimenticheremo, e faremo tutto il necessario per porre fine alle loro azioni. Durante gli attacchi a Charlie Hebdo, avevamo già dichiarato la nostra determinazione a neutralizzare chiunque attaccasse le nostre libertà. Adesso faremo lo stesso. Aspettatevi la nostra totale mobilitazione. La violenza non ci indebolirà, ma ci darà la forza per unirci e combattere insieme la tirannia e l'oscurantismo. Noi siamo Anonymous. Noi siamo legione. Non dimentichiamo. Non perdoniamo. Aspettateci".

#### Attacchi ad Expo 2015
Il 2 maggio Anonymous Italia ha messo offline il sito delle prevendite di biglietti dell'Expo, ripristinato dopo alcune ore. Alcuni giorni dopo è stato modificato il sito del Padiglione Italia, sostituendo le varie parti del sito con immagini degli Anonymous. Best Union, la ditta che si occupa della vendita dei biglietti dell'Expo, ha dovuto assumere dei programmatori per monitorare gli attacchi al sito da parte degli attivisti.

#### Attacco al Ku Klux Klan
Il 4 novembre il collettivo hacker Anonymous ha diffuso il numero di telefono e l'indirizzo email di 57 membri del gruppo razzista denominato Ku Klux Klan, minacciando di rivelarne altri mille il prossimo 5 novembre.

### 2016

#### #OpSafePharma
Nel marzo 2016 gli hacker di Anonymous se la prendono con la Sanità Italiana.
In particolare, per protestare contro le prassi della Sanità Italiana in merito alla legge 104/92 riguardante la Sindrome da deficit di attenzione e iperattività.
Sono stati attaccati diversi 'target' :
- Istituto Superiore di Sanità
- Croce Rossa Italiana
- Agenzia Italiana del Farmaco
- Ministero della Salute
- Diverse USL Regionali.
L'attacco sembra sia stato coordinato da un Hacktivista dal nickname ARTEK di 16 anni, a cui era stato diagnosticato questo deficit, successivamente catturato dalla Polizia Postale.
I documenti vengono resi disponibili dopo la sua cattura e pubblicati nel blog in segno di rivendicazione dell'Operazione stessa e di 'supporto' dello stesso membro.

#### #OpIcarus
Nel maggio del 2016 gli hacker di Anonymous rendono offline i siti web delle più grandi banche del mondo, dopo che l'operazione fu annunciata nel marzo dello stesso anno.

### 2018

#### Operazione black week
Il 28 ottobre Anonymous Italia, insieme a LulzSec_ITA e AntiSecurity ITA, annuncia tramite un video su YouTube che nei giorni successivi fino al 5 novembre (anniversario del fallimento della congiura delle polveri di Guy Fawkes) avrebbe avuto atto la "settimana nera" della sicurezza informatica italiana. Le azioni erano state annunciate anche su Twitter nei giorni precedenti mediante gli hashtag #FifthOfNovember e #OpBlackWeeklanciata. Nel video una voce sintetizzata dichiara agli interlocutori: "La paura si è impadronita di voi, ed il Caos mentale ha fatto sì che vi rivolgeste all'attuale governo" e che quindi siano necessarie azioni "contro il governo".
Il 29 ottobre sono presi di mira diversi istituti di ricerca ed università. Sono diffusi nomi, email e password di amministratori e utenti di diverse istituzioni universitarie tra cui la facoltà di Fisica dell'università di Roma Tor Vergata, l'Istituto Zooprofilattico del Mezzogiorno, l’Università di Cosenza e molte altre. L'azione ha un precedente nell'attacco ai database del Miur avvenuto pochi mesi prima, quando per denunciare lo sfruttamento degli studenti impegnati nel progetto di Alternanza Scuola-Lavoro, gli hacker avevano messo in circolazione 26.000 indirizzi sottratti a provveditorati regionali e all'Indire. In quell'occasione il ministero dell'Istruzione aveva minimizzato la gravità dell’accaduto.
Il 30 ottobre alle ore 13 il collettivo pubblica una lista di undici servizi informatici relativi al settore del lavoro e sindacati, dai quali sono stati sottratti, in alcuni casi, dati degli utenti e credenziali di accesso. Tra questi anche la Cgil Funzione Pubblica di Cagliari, Confindustria Energia e l’Unione Industriale di Torino. Il 31 ottobre vengono pubblicati dati di siti riguardanti la sanità, ovvero di alcune ASL e portali sanità locali. Il primo novembre vengono presi di mira i mass media, con la pubblicazione di dati riguardanti l'ordine dei giornalisti del Molise e di diverse testate locali.
Il 2 novembre è pubblicato unicamente un comunicato in cui il gruppo afferma che "È inaccettabile che istituzioni di stampo nazionale e non, con migliaia di iscritti, non abbiano un minimo di criteri di sicurezza per salvaguardare i dati dei propri utenti" difendendosi dalle accuse di cyberterrorismo e attaccando in maniera diretta la Lega riguardo al buco di bilancio di 49 milioni di euro e in generale i “ladri seduti sulle loro poltrone” colpevoli di sperperare i fondi destinati al Welfare, alle Università e alla Sanità.
Esclusi i dati rilasciati il primo giorno dell'operazione, gli attacchi fino a questo punto in concreto si rivelano poco più di una manciata di atti vandalici.
Il 3 novembre i bersagli delle pubblicazioni sono i siti di Comuni, Regioni e Provincie. Tra gli obiettivi più rilevanti figurano il Comune di Palermo e il consiglio regionale della Sardegna. Il 4 novembre non avvengono pubblicazioni.
Il 5 novembre sono diffuse migliaia di email e telefoni del Mise e del Cnr. Poi anche gli elenchi di tesserati della sezione Lega Nord del Trentino e di Fratelli d'Italia. Tra gli altri obiettivi colpiti figurano l’Associazione Polizia di Stato, la sezione del Partito Democratico di Siena, l’Archivio di Stato e l’Associazione Nazionale Educatori.

### 2019

#### Attacco ad email certificate avvocati italiani
Il 7 maggio sono stati diffusi i dati sensibili di oltre 30.000 legali italiani, attraverso l'accesso alle loro PEC. Tra i dati pubblicati ci sono anche quelli del precedente Sindaco di Roma, Virginia Raggi.

### 2020

#### RevengeGram
Il 10 aprile 2020 gli Anonymous italiani e il gruppo LulzSec_ITA lanciano l'operazione RevengeGram recuperando caselle di posta e indirizzi IP di persone partecipanti a numerosi canali Telegram in cui viene diffusa pedopornografia e revenge porn.

### 2022
Il 25 febbraio 2022 Anonymous ha dichiarato guerra "telematica" alla Russia a seguito dell'invasione dell'Ucraina, attaccando numerosi siti governativi, trasmettendo messaggi in televisione e oscurando, tra gli altri, il sito ufficiale di Russia Today.
Il 2 marzo 2022 Anonymous ha dichiarato di aver hackerato il sito dell'agenzia spaziale russa Roscosmos, mettendo fuori uso alcuni satelliti spia. Tale notizia è stata tuttavia smentita dalle autorità russe.

## Inchieste giornalistiche

### Il servizio di KTTV FOX 11
Il 26 luglio 2007, KTTV News della FOX 11 con sede a Los Angeles, in California, ha trasmesso un rapporto su Anonymous, definendoli un gruppo di "hacker on steroids", "terroristi interni" e collettivamente una "macchina dell'odio di Internet". La relazione riguardava un attacco a un utente di MySpace che affermasse di aver avuto il suo account MySpace compromesso per ben sette volte consecutive da Anonymous; l'account sarebbe stato popolato di immagini di pornografia gay. L'utente MySpace sosteneva anche che un virus scritto da cracker di "Anonymous" fosse stato inviato a lui e a novanta amici della sua lista contatti di MySpace, provocando il crash di 32 computer. La relazione ha anche intervistato un anonimo ex "cracker" che aveva litigato con Anonymous e ha spiegato la sua visione della cultura Anonymous. Inoltre, la relazione ha anche parlato dei "raid" su Habbo, una "campagna nazionale per rovinare il nuovo libro di Harry Potter" e le minacce alle "bombe da stadio".

Il giorno dopo la relazione di KTTV, Wired News blog e il giornalista Ryan Singel hanno deriso la relazione, affermando che il "gruppo di cracker" consistesse di fatto in "ragazzi estremamente annoiati di 15 anni," e che la notizia fosse "di gran lunga il più divertente scherzo che chiunque abbia mai tirato fuori da una board". Nel febbraio 2008, la trasmissione “Today-Tonight” ha incluso un pezzo della relazione KTTV, preceduto dalla seguente frase: 
(Today Tonight, Australia, febbraio 2008)

### Il servizio di Panorama
La prima intervista italiana ad un membro di Anonymous è stata pubblicata nel 2011 sul periodico Panorama a firma di Riccardo Bastianello. In questa un membro della banda di hacker che si è fatto chiamare Commander X diceva di essere "una persona arrabbiata" che ha deciso di schierarsi a partire "da un desiderio, da un bisogno essenziale: la trasparenza. Ma più ti guardi attorno, più ti rendi conto di quanto i governi nascondano le informazioni, i crimini, le strategie". L'intervista anticipava l'attacco alla Telecom, realmente avvenuto nel 2012.

## Arresti e condanne

### Sud America
Il 29 febbraio 2012, 25 presunti hacker di Anonymous sono stati arrestati in Argentina, Cile, Colombia e Spagna per aver commesso attacchi informatici contro siti istituzionali.

### Italia
Il 5 luglio 2011 la polizia postale, dopo lunghe indagini del CNAIPIC, ha compiuto all'alba 36 perquisizioni in Italia e in Svizzera, disposte dal pubblico ministero Perla Lori della procura di Roma, con l'ausilio della polizia cantonale ticinese, denunciando una quindicina di persone e sequestrando materiale informatico di vario genere (hard disk, memorie USB, smartphone, laptop ecc.), tra i denunciati anche cinque minorenni. I reati contestati sono di accesso abusivo in sistema informatico, danneggiamento a sistema informatico e interruzione di pubblico servizio. La polizia affermò di aver individuato il "capo" del gruppo italiano di Anonymous (anche se per definizione il movimento non ha "capi"), riconoscendolo in "Phre": un italiano di 26 anni che vivrebbe nel Canton Ticino.
A seguito di queste perquisizioni il movimento ha prontamente risposto con comunicati che invitavano i lettori ad unirsi al gruppo e che non sarebbe finita qui; infatti il 25 luglio gli Anonymous hanno dichiarato di essere riusciti ad attaccare con successo i server del CNAIPIC, il Centro Nazionale Anticrimine Informatico per la Protezione delle Infrastrutture Critiche, noto proprio per aver scovato e portato alla denuncia gli hacker italiani collegati ad Anonymous, trafugando una grande mole di dati e documenti sensibili, che verranno presumibilmente resi pubblici successivamente.
Il 17 maggio 2013 vengono arrestati 4 presunti capi locali italiani durante l'operazione Tango Down condotta dalla polizia postale e delle comunicazioni, con l'accusa di aver attaccato sistemi informatici di infrastrutture critiche, siti istituzionali e siti di importanti aziende. Nel dicembre 2013 la Cassazione con la sentenza che conferma gli arresti domiciliari per Gianluca Preite definisce il gruppo hacker come un'associazione a delinquere composta da cellule e inoltre: Nonostante a livello mondiale il gruppo possa ispirarsi ad ideali "lusinghieri e meritori" – come l'impegno sui temi ecologici – le cellule non possono ottenere giustificazione per le loro azioni. Anonymous può assimilarsi ad un'organizzazione non statica, operante in una dimensione di per sé aperta e non individuabile su una base meramente territoriale.

### Spagna
Il 10 giugno 2011 la polizia spagnola ha catturato tre membri di Anonymous nelle città di Gijón, Barcellona e Valencia. L'operazione disattivava il server principale da cui i tre uomini coordinavano attacchi DDoS. In particolare questo gruppo aveva fatto attacchi sui server web del PlayStation Store, BBVA, Bankia, e sui siti web dei governi di Egitto, Algeria, Libia, Iran, Cile, Colombia e Nuova Zelanda. L'operazione ha rivelato che la loro struttura consisteva in "celle" che in un dato momento avrebbe coordinato attacchi attraverso il download di un software. Hanno coordinato questi attacchi via chat room. La polizia nazionale spagnola ha dichiarato che questa operazione è motivata dal fatto che il governo spagnolo e la NATO ritengono che Anonymous sia una minaccia alla sicurezza nazionale.

### Altro
Hanno creato per meme le "regole di internet" pubblicato su 4chan come ad esempio la famosa rule 34 (regola 34)
Il gruppo è per molti aspetti simile al gruppo Dedsec del gioco Watch Dogs 2

## Filmografia
- Anonymous. L'esercito degli hacktivisti (2012)
- Red! La Storia di Redhack (2013)
- Il quinto potere (2013)
- Citizenfour (2014)
- The Hacker Wars (2014)
- Ultimo - Caccia ai Narcos (2018)